# Wishbringer
Wishbringer (englisch; auf Deutsch etwa „Wunschbringer“) ist ein Fantasy-Textadventure des US-amerikanischen Studios Infocom aus dem Jahre 1985. Es spielt im Zork-Universum und richtet sich im Gegensatz zu anderen Infocom-Spielen eher an Anfänger des Genres.

## Handlung
Die Spielhandlung fußt auf der fiktiven Legende des Wunschsteins „Wishbringer“, der zufolge die ruchlose Königin Alexis einst Prinzessin Morning Star im Säuglingsalter entführte und fortan als ihr eigenes Kind ausgab. Morning Star wuchs heran und es hielten nacheinander sechs Ritter um ihre Hand an. Alexis stellte sie mit unmöglich zu lösenden Aufgaben auf die Probe, sodass Morning Star unverheiratet blieb. Das Königreich, Alexis und Morning Star vergingen. Morning Stars Herz jedoch überdauerte die Zeiten und wurde zum glühenden Stein Wishbringer, der seinem Finder sieben Wünsche gewährt – einen für Morning Star und jeweils einen für jeden der sie damals umwerbenden Ritter.
Der Spieler schlüpft in die Rolle eines Briefträgers im kleinen Fischerdorf Festeron. Er stellt einer betagten Dame, die ein kleines Geschäft für Magiezubehör betreibt, einen Brief zu, der sich als Lösegeldforderung für die entführte Katze der alten Dame entpuppt. Die alte Dame bittet den Spieler, ihre Katze aus den Klauen der Entführerin, einer Hexe namens „The Evil One“ („Die Böse“), zu befreien. Beim Verlassen des Geschäfts hat sich das Dorf Festeron in ein düsteres, alptraumhaftes und bedrohliches Abbild seiner selbst mit Namen „Witchville“ verwandelt. Bei der Suche nach der Katze hilft dem Spieler der Stein „Wishbringer“, der unter bestimmten Umständen Wünsche erfüllt und so das Spiel vorantreibt. Dem Spieler stehen insgesamt sieben Wünsche zu, deren Aussprechen jedoch den Besitz eines speziellen Gegenstandes voraussetzt. Mögliche Wünsche und dafür benötigte Gegenstände sind:
| Wunsch nach... | Benötigt    |
| -------------- | ----------- |
| Dunkelheit     | Gruemilch   |
| Freiheit       | Süßigkeiten |
| Glück          | Hufeisen    |
| Levitation     | Besenstiel  |
| Rat            | Muschel     |
| Regen          | Regenschirm |
| Voraussicht    | Brille      |

## Spielprinzip und Technik
Wishbringer ist ein Textadventure, das heißt, es gibt keinerlei grafische Elemente. Umgebung und Geschehnisse werden als Bildschirmtext aus- und die Handlungen des Spielers ebenfalls als Text über die Tastatur eingegeben. Der Parser von Wishbringer versteht über 1000 Wörter, im Vergleich zu knapp 700, die der Parser von Zork beherrschte.

## Produktionsnotizen
Für Brian Moriarty, Autor des Spiels, war Wishbringer der erste komplette Titel, den er für Infocom schrieb. Zuvor hatte er für die Firma als Anwendungsprogrammierer gearbeitet, durch kleinere Beiträge zum 1984 veröffentlichten Spiel Seastalker aber sein Interesse am Game Design entdeckt. Es folgten Trinity (1986) und Beyond Zork (1987), bevor er zu LucasArts wechselte, wo er als Autor und Produzent Loom verantwortete und zeitweilig an The Dig arbeitete.
Als Beilagen („Feelies“) enthielten die frühen Veröffentlichungen von Wishbringer ein Büchlein namens „The Legend of Wishbringer“ („Die Legende vom Wunschbringer“), dessen Inhalt eine Rolle im Spiel spielt und abgefragt wird und damit als Kopierschutz dient. Weiterhin enthalten waren eine Nachbildung des am Anfang des Spiels zu überbringenden Briefes samt Umschlag, eine Landkarte sowie eine Plastik-Nachbildung des „Wishbringer“-Steins, die im Dunkeln leuchtet. Ungewöhnlicherweise entstand die Beilage des im Dunkeln leuchtenden Steins nicht als Ergänzung zum Spiel, sondern das Spiel entstand rund um die Beilage herum. Das Infocom-Marketing wünschte ein Spiel, das sich an Genreneulinge richtete. Moriarty schlug vor, der Spielpackung einen „magischen Ring“ aus Plastik beizulegen und eine Story zu entwickeln, die auf einem magischen Ring basiert. Da ihm das Konzept ausgelutscht schien, schlug er statt des Rings einen magischen Stein vor, der im Dunklen leuchte. Seinen weitergehenden Vorschlag, die Verpackung mit echten Steinen zu bestücken und diese mit Leuchtfarbe zu bemalen, lehnte das Management aus Angst vor Regressforderungen von Eltern ab, deren Kindern die Steine ablutschen könnten. Im Endeffekt ließ Infocom im Dunkeln leuchtende „Steine“ aus Plastik herstellen, und Moriarty schrieb das Adventure Wishbringer dazu.
Wishbringer verkaufte sich gut und war der erfolgreichste Infocom-Titel des Jahres 1985. Ein Nachfolger zum Spiel wurde diskutiert, aber nie in Angriff genommen.
Der 1988 bei Avon Books erschienene Roman Wishbringer von Craig Shaw Gardner spielt in der gleichen Welt wie das Computerspiel, ist von der Handlung her an das Spiel aber nur angelehnt. 1990 erschien bei Bastei Lübbe eine deutsche Übersetzung (Wunschbringer) von Susanne Tschirner.
2019 wurde der Quelltext des Spiels auf dem Software-Entwicklungs-Repository GitHub veröffentlicht.

## Rezeption
Die deutsche Happy Computer sah in Wishbringer „eines der einfachsten und zugleich schönsten Infocom-Adventures“, das im deutschsprachigen Raum wegen der nötigen Englischkenntnisse für eine Zielgruppe ab etwa 13 Jahren geeignet sei. Das Compute!-Magazin hob die liebevoll gestalteten Packungsbeilagen hervor. Auch Computer & Video Games lobte die „prächtigen“ Packungsbeilagen und hob diverse Anspielungen auf ältere Infocom-Spiele hervor.
Adventure Classic Gaming lobte 1999 in einer Retrospektive den Parser, die Puzzles und den Humor des Spiels, kritisierte aber die Einfachheit. Der britische Mathematiker und Entwickler der Interactive-Fiction-Programmiersprache Inform Graham Nelson urteilte 2001 über Wishbringer, das Spiel sei „charmant, aber substanzlos“ und letztendlich „solides Mittelmaß“. Nick Montfort, Professor für digitale Medien am MIT, stellte 2003 heraus, dass Wishbringer das Prinzip der Transformation der Spielwelt revolutioniert habe. Die Story des Spiels sei zwar wenig beeindruckend, das Spiel sei aber das beste Infocom-Werk für eine jüngere Zielgruppe und eine gute Einführung in das Genre. Dadurch, dass viele der Rätsel des Spiels auf unterschiedliche Weise gelöst werden könnten, habe das Spiel zudem einen Wiederspielwert.